# Mullvadsloppor
Mullvadsloppor (Hystrichopsyllidae) är en familj av loppor. Enligt Catalogue of Life ingår mullvadsloppor i överfamiljen Hystrichopsylloidea, ordningen loppor, klassen egentliga insekter, fylumet leddjur och riket djur, men enligt Dyntaxa är tillhörigheten istället ordningen loppor, klassen egentliga insekter, fylumet leddjur och riket djur. Enligt Catalogue of Life omfattar familjen Hystrichopsyllidae 611 arter. 

## Dottertaxa till mullvadsloppor, i alfabetisk ordning[1][2]
- Acedestia
- Adoratopsylla
- Agastopsylla
- Anomiopsyllus
- Atyphloceras
- Callistopsyllus
- Carteretta
- Catallagia
- Chiliopsylla
- Conorhinopsylla
- Corrodopsylla
- Corypsylla
- Ctenoparia
- Ctenophthalmus
- Delotelis
- Dinopsyllus
- Doratopsylla
- Eopsylla
- Epitedia
- Genoneopsylla
- Hystrichopsylla
- Idilla
- Jordanopsylla
- Listropsylla
- Liuopsylla
- Megarthroglossus
- Meringis
- Nearctopsylla
- Neopsylla
- Neotyphloceras
- Palaeopsylla
- Paraneopsylla
- Paratyphloceras
- Phalacropsylla
- Rhadinopsylla
- Rothschildiana
- Stenischia
- Stenistomera
- Stenoponia
- Strepsylla
- Tamiophila
- Trichopsylloides
- Typhloceras
- Wagnerina
- Wenzella
- Xenodaeria